# توري كانيون
توري كانيون (SS Torrey Canyon) هي ناقلة نفط بريطانية كانت عاملة لشركة BP ومسجلة في ليبيريا لذلك كانت ترفع علمها. كانت الناقلة توري كانيون قادرة على نقل حمولة مقدارها 120 ألف طن من النفط. أدى غرق السفينة سنة 1967 إلى حدوث كارثة بيئية.
بعد أن غادرت الناقلة توري كانيون ميناء الأحمدي في الكويت ووصلت إلى قرابة السواحل البريطانية اصطدمت بشعب مرجانية بين جزر سيلي ولاندز إند مما أدى إلى جنوحها مما أدى إلى تسرّب النفط منها.
قامت الحكومة البريطانية بمحاولة منها للتخفيف من آثار الكارثة البيئية بقصفها لمحاولة إغراقها؛ إلا أن النتائج كانت عكسية.